# Каліфорнія (Пенсільванія)
Каліфорнія (англ. California) — місто (англ. borough) в США, в окрузі Вашингтон штату Пенсільванія. Населення — 5362 особи (2020).

## Географія
Каліфорнія розташована за координатами 40°4′0″ пн. ш. 79°54′43″ зх. д. / 40.06667° пн. ш. 79.91194° зх. д. (40.066665, -79.911980).  За даними Бюро перепису населення США в 2010 році місто мало площу 29,09 км², з яких 28,52 км² — суходіл та 0,57 км² — водойми.

## Демографія
Згідно з переписом 2010 року, у селищі мешкало 6795 осіб у 2051 домогосподарстві у складі 735 родин. Густота населення становила 234 особи/км².  Було 2241 помешкання (77/км²).
Расовий склад населення:
| - 91,0 % — білих - 6,6 % — чорних або афроамериканців - 0,5 % — азіатів - 0,2 % — корінних американців |

До двох чи більше рас належало 1,4 %. Частка іспаномовних становила 1,5 % від усіх жителів.
За віковим діапазоном населення розподілялося таким чином: 7,4 % — особи молодші 18 років, 83,2 % — особи у віці 18—64 років, 9,4 % — особи у віці 65 років та старші. Медіана віку мешканця становила 21,5 року. На 100 осіб жіночої статі у селищі припадало 93,7 чоловіків;  на 100 жінок у віці від 18 років та старших — 91,7 чоловіків також старших 18 років.
Середній дохід на одне домашнє господарство  становив 63 255 доларів США (медіана — 36 806), а середній дохід на одну сім'ю — 101 114 долари (медіана — 69 902). Медіана доходів становила 51 483 долари для чоловіків та 33 071 долар для жінок. За межею бідності перебувало 26,6 % осіб, у тому числі 19,3 % дітей у віці до 18 років та 5,1 % осіб у віці 65 років та старших.
Цивільне працевлаштоване населення становило 3163 особи. Основні галузі зайнятості: освіта, охорона здоров'я та соціальна допомога — 37,8 %, роздрібна торгівля — 16,9 %, мистецтво, розваги та відпочинок — 11,8 %, виробництво — 7,9 %.